# Lodospad Doktorów
Lodospad Doktorów (ang. Doctors Icefall) – lodospad na Wyspie Króla Jerzego, opada od lodowca Kopuła Arctowskiego na wschód do brzegów zatoki Goulden Cove (część fiordu Ezcurra Inlet). Lodospad położony jest pomiędzy wzgórzami Belweder i Pond Hill. 
Nazwę nadała polska ekspedycja antarktyczna na cześć zespołów doktorów pracujących pod kierownictwem prof. Krzysztofa Kwareckiego.  